# Angela Schwerdtfeger
Angela Schwerdtfeger (* 6. November 1980 in Northeim) ist eine deutsche Rechtswissenschaftlerin und Hochschullehrerin.

## Leben
Von 2000 bis 2006 studierte sie Rechtswissenschaft an der Universität Trier und der Universität Lyon II. In Trier legte sie 2006 ihr Erstes Juristisches Staatsexamen ab. 2010 folgte nach dem Abschluss des juristischen Vorbereitungsdienstes das Zweite Juristische Staatsexamen in Berlin. Von 2006 bis 2008 war sie wissenschaftliche Mitarbeiterin in Trier an der Professur für Öffentliches Recht, insbes. ausländisches Öffentliches Recht, Völker- u. Europarecht von Meinhard Schröder. Nach der Promotion 2009 an der Universität Trier zur Dr. iur. war sie seit Mai 2016 Akademische Rätin auf Zeit an der Humboldt-Universität zu Berlin am Lehrstuhl für Öffentliches Recht und Europarecht (Matthias Ruffert). Mit der Habilitation 2017 an der Humboldt-Universität zu Berlin erhielt sie die Lehrbefähigung für die Öffentliches Recht, Europa- und Völkerrecht. Zum 1. März 2020 nahm Schwerdtfeger einen Ruf an die Universität Göttingen auf eine W3-Professur für Öffentliches Recht, insbesondere Verwaltungsrecht, an.
Nach ihrer Wahl durch den Niedersächsischen Landtag, wurde sie mit Wirkung zum 6. Juli 2021 vom niedersächsischen Ministerpräsidenten Stephan Weil für sieben Jahre zum stellvertretenden Mitglied des Niedersächsischen Staatsgerichtshofs ernannt.
Der Rechtswissenschaftler Gunther Schwerdtfeger, dessen Lehrbuch Öffentliches Recht in der Fallbearbeitung sie seit der 14. Auflage weiterführt, ist ihr Onkel.

## Schriften (Auswahl)
- Der deutsche Verwaltungsrechtsschutz unter dem Einfluss der Aarhus-Konvention. Zugleich ein Beitrag zur Fortentwicklung der subjektiven öffentlichen Rechte unter besonderer Berücksichtigung des Gemeinschaftsrechts. Tübingen 2010, ISBN 978-3-16-150423-5 (zugl. Dissertation).
- Öffentliches Recht in der Fallbearbeitung. Grundfallsystematik, Methodik, Fehlerquellen. München 2018, ISBN 3-406-71892-2.
- Krisengesetzgebung. Funktionsgerechte Organstruktur und Funktionsfähigkeit als Maßstäbe der Gewaltenteilung. Tübingen 2018, ISBN 3-16-155636-4 (zugl. Habilitationsschrift).